# Fedele Tirrito
Fedele Tirrito ou Matteo Sebastiano Palermo, Padre Fedele ou Fedele da San Biagio, né à San Biagio Platani le 18 janvier 1717 et mort à Palerme le 9 août 1801, est un religieux de l'ordre des frères mineurs capucins, écrivain et peintre italien du Settecento.

## Biographie
Entre 1742 et  1751 à Palerme, le prêtre capucin Fedele Tirrito apprend l'art de la peinture auprès d'Olivio Sozzi. En 1751/1752 il se rend à Rome et parfait son apprentissage auprès de Marco Benefial et Sebastiano Conca à l'Accademia del Nudo.
La plus grande partie de ses réalisations se trouvent dans sa région d'origine, la province d'Agrigente.
La plupart de ses peintures sont visibles dans la Chiesa Madre de Casteltermini.
Entre 1752 et 1754 il réalise 20 peintures pour l'ordre des Capucins à Palerme.
En 1755, il est nommé prédicateur et fait des sermons chaque année pendant la Semaine sainte en divers endroits de Sicile. Par la suite il se tourne vers des activités plus spirituelles et l'écriture. Ses principaux ouvrages sont Dialoghi Familiari sopra pittura (« dialogues familiers sur la peinture »), édité en 1788 dans lequel il dénonce la situation de l'art  de son temps et celle de ses collègues artistes. Il a également écrit plusieurs ouvrages dramatiques pas très bien accueillis par la critique et dont il ne reste que peu de traces.
Fedele Tirrito a été enterré dans les Catacombes capucines de Palerme.
Gaetano Mercurio a été un de ses élèves.

## Œuvres

### Publications
- Dialogo familiare sopra la pittura (1788).
- P. Ludovico d'Alcamo.
- San Francesco D'Assisi.
- Lu giuvini addruttinatu.
- Il figliol prodigo.
- San Ermenegildo.
- F. Bernardo da Corleone.
- San Biagio Vescovo.
- La pastorale.

### Tableaux
Église Saint-François-d'Assise de Casteltermini
- Vierge et Enfant avec anges et saints ou Portioncule (1759-1762), huile sur toile, 360 × 250 cm,
- Vierge et Enfant avec les saints François d'Assise et Antoine de Padoue (1741-1742), huile sur toile, 140 × 100 cm,
- Translation de saint Joseph (1759-1762), huile sur toile, 245 × 165 cm,
- Saint Fedele da Sigmaringa en Gloire (1759-1762), huile sur toile 250 × 165,
- Vierge immaculée (1759-1762), huile sur toile, 130 × 100 cm,
- Vierge à l'Enfant avec saints et bienheureux capucins (1768), huile sur toile 250 × 180 cm,
- Le Bienheureux Bernard de Corleone (1768), huile sur toile 110 × 80 cm,
- Les saints François et Dominique en gloire, cathédrale de Palerme,
- Vierge immaculée, Convento dei Cappuccini, San Giovanni Gemini.
- Le Triomphe de l'Immaculée, Chiesa dei Capuccini, Palerme,
- Giaele et Sisara,
- Remise des clefs à saint Pierre,
- Vierge à l'Enfant avec anges et saints,
- Madonna del latte,
- Naissance de la Vierge,
- Saint François conforté par des anges.

## Sources
- (de) Cet article est partiellement ou en totalité issu de l’article de Wikipédia en allemand intitulé « Fedele Tirrito » (voir la liste des auteurs).